# Savigné-sur-Lathan
Savigné-sur-Lathan is een gemeente in het Franse departement Indre-et-Loire (regio Centre-Val de Loire). De plaats maakt deel uit van het arrondissement Tours. Savigné-sur-Lathan telde op 1 januari 2022 1.314 inwoners.

## Geografie
De oppervlakte van Savigné-sur-Lathan bedroeg op 1 januari 2022 17,61 vierkante kilometer; de bevolkingsdichtheid was toen 74,6 inwoners per km².

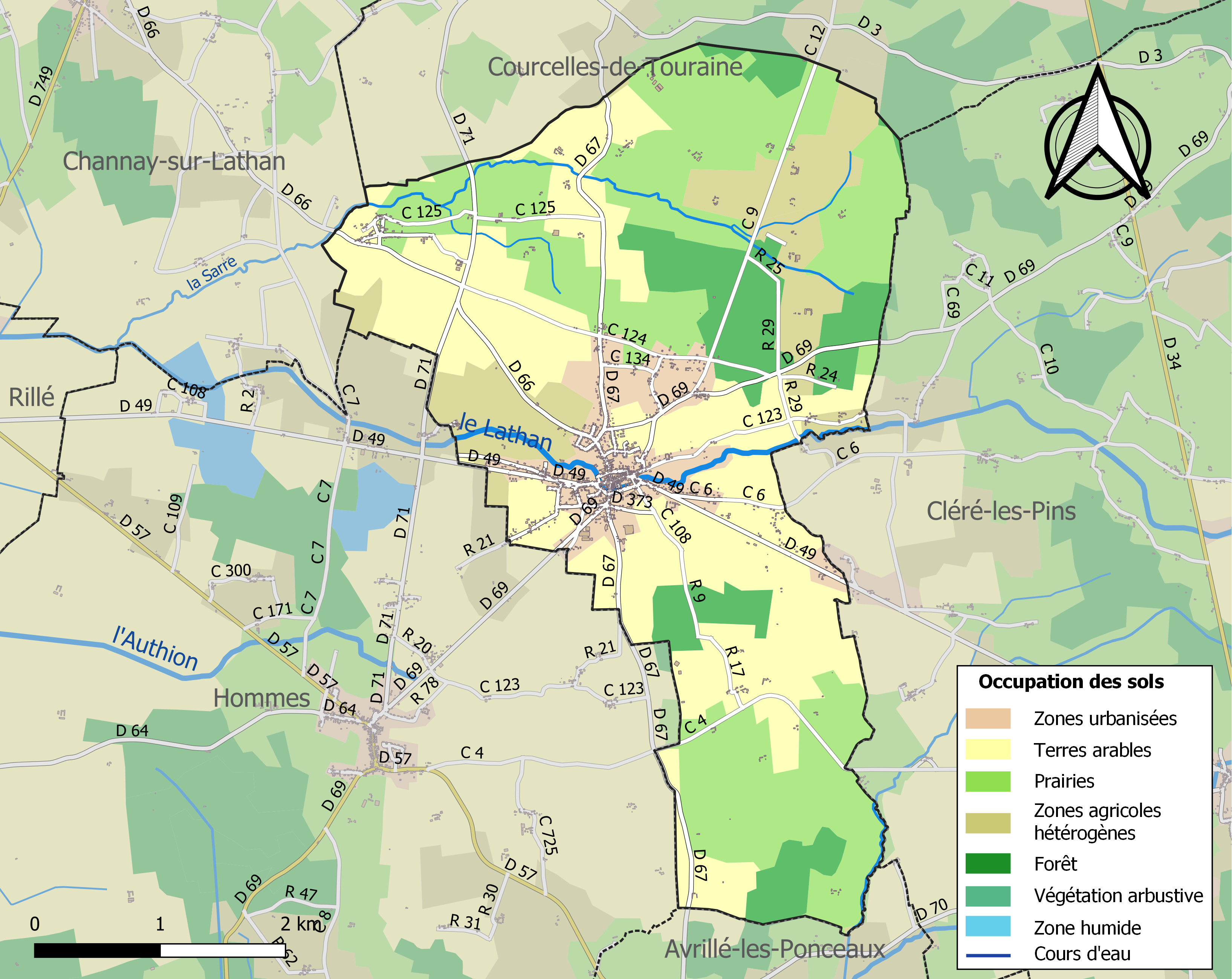
Kaart van de gemeente met de belangrijkste infrastructuur, bodemgebruik en omliggende gemeenten

## Demografie
Onderstaande figuur toont het verloop van het inwonertal (bron: INSEE-tellingen).